# Dallas Tornado
El Dallas Tornado fue un equipo de fútbol de los Estados Unidos que jugó en la North American Soccer League, la desaparecida liga de fútbol más importante del país.

## Historia

### 1967-1971
Fue fundado en el año 1967 en la ciudad de Dallas, Texas y era uno de los 12 equipos originales de la USA y el que más tiempo existió, con 15 años, así como uno de los precursores de la North American Soccer League en 1967. Eran uno de los equipos que eran representados por un equipo internacional, en el caso del Tornado el club era el Dundee United FC de Escocia.
Al año siguiente se fusionaron la USA con la NPSL para crear la North American Soccer League y los dueños Lamar Hunt y Bill McNutt decidieron crear un equipo competitivo para la nueva liga. Contrataron a Bob Kap, un entrenador de fútbol nacido en Serbia que había escapado con su familia durante la Revolución húngara de 1956. Kap había estudiado con Ferenc Puskás en la Academia Soccor en Hungría. Kap fue reclutado desde Toronto, Canadá, en donde se había trasladado después de la Revolución de 1956. Durante los primeros 6 meses como entrenador, Kap viajó por toda Europa para formar el nuevo Dallas Tornado, con la contratación de jugadores jóvenes de Inglaterra y Turquía.
El Dallas Tornado aprendió a jugar como un equipo en su gira mundial durante siete meses en 1967-68, donde jugaron 32 partidos en 26 países de los cinco continentes. Su gira mundial los llevó desde Inglaterra a la India, de Indonesia a Vietnam durante el apogeo de la guerra. El Tornado contó con 8 jugadores de Inglaterra, 5 de Noruega, 2 de Suecia y Holanda; y solo había un jugador estadounidense, Jay Moore. El Tornado jugó frente a multitudes de hasta 50.000, y jugaron varios equipos bien establecidos, como el empate 2-2 contra el Fenerbahçe SK, además del equipo español de segunda división Real Oviedo, y el equipo nacional de Japón. La gira dio al nuevo equipo de Dallas Tornado una cara internacional en un momento en el que el fútbol en Estados Unidos era relativamente desconocido. El valeroso esfuerzo resultó en un récord de 2-26-4.
Después de la temporada 1968 de la NASL, la liga estaba en problemas con diez franquicias que desaparecieron. La temporada de 1969 se dividió en dos mitades. La primera fue llamada la Copa Internacional, un torneo de liga a doble vuelta en la que los clubes de la NASL restantes estuvieron representados por los equipos importados del Reino Unido. El Tornado estuvo representado de nuevo por el Dundee United FC. El tornado se produjo en empatado en tercer lugar en la Copa con un récord de 2-4-2. Para la segunda mitad de la temporada 1969, los equipos regresaron a sus listas normales y jugaron un calendario de 16 juegos sin playoffs.
Las fortunas mejoraron para el club, ya que ganó el campeonato de la NASL en 1971, derrotando al Atlanta Chiefs 2-0 en el último partido de una serie de tres juegos, Mike Renshaw fue el héroe tras anotar el gol de la victoria. El camino hacia ese título fue maratónico, salvo un cambio de reglas que nunca podría ser duplicado. En el Juego 1 de la semifinal al mejor-de-tres contra los Rochester Lancers, el campeón anotador de la liga Carlos Metidieri afortunadamente terminó el partido 2-1, al final del sexto período de 15 minutos, las horas extraordinarias en el minuto 176, menos de cuatro minutos tímidos de jugar dos juegos completos en un día. Tres días más tarde, Dallas igualó la serie en un juego cada uno con una victoria por 3-1 en la regulación. En el partido decisivo cuatro días más tarde, los dos equipos terminaron la regulación empatado a 1 gol cada uno. El juego llegó a 4OTs antes de que Bobby Moffat enviara a Dallas rumbo a la final de la 148 minutos. Cuatro días después, Dallas perdió el Juego 1 de la Serie de Campeonato de la NASL , 2-1 en los 3OTs a Atlanta después de 123 minutos. Todo totalizado, Dallas había jugado 537 minutos de fútbol (3 minutos a la altura de seis partidos) en 13 días. Por último, los del Tornado fueron capaces de obtener el control de la serie de alejarse de los juegos 2 y 3 por los marcadores de 4-1 y 2-0, respectivamente.

### 1972-1981
Ganaron varios títulos divisionales seguidos en los años después de que el título de liga. La cara del equipo fue Kyle Rote, Jr., hijo del ex receptor abierto de los New York Giants y locutor de televisión Kyle Rote. En 1973, Rote Jr. lideró la liga en goles y ganó el Novato de la liga de la concesión del año. Rote Jr. aumentó aún más su perfil público al ganar la competencia de la ABC Sports superestrellas en 1974, 1976 y 1977. El 15 de junio de 1975, el tornado tocó enfrentarse al New York Cosmos en el debut de la NASL con Pelé jugando en el Cosmos, en un partido transmitido a nivel nacional por la cadena CBS. Steve Pecher ganó el premio al Novato del Año en 1976. El Tornado vendió Rote Jr. al final de la temporada 1978 con el Houston Hurricane por $ 250.000.
Como fue el caso con la mayoría de los clubes de la NASL, una caída en la asistencia contribuyó a la desaparición del club en 1981. El Dallas Morning News estimó pérdidas financieras acumuladas de Hunt y de McNutt en más de 15 años con un mínimo de $ 20 millones. Después de la temporada de 1981, Hunt y McNutt decidieron fusionar su equipo con la franquicia del Tampa Bay Rowdies, al tiempo que conserva una participación minoritaria en el club de la Florida.
Lamar Hunt no se retiró del todo del fútbol en Estados Unidos, ya que es uno de los propietarios fundadores de la actual Major League Soccer.

## Estadios
El Dallas tornado jugó en varios escenarios en su historial los cuales fueron:
- Cotton Bowl (1967–1968)
- P.C. Cobb Stadium (1969)
- Franklin Stadium (1970–1971),[7]
- Texas Stadium (1972–1975, 1980–1981)
- Ownby Stadium de la SMU (1976–1979)

## Temporadas

### Fútbol
| Año  | Récord | Temporada Regular                         | Playoffs                                                          | Promedio de Asistencia |
| ---- | ------ | ----------------------------------------- | ----------------------------------------------------------------- | ---------------------- |
| 1967 | 3–6–3  | 6º División Oeste, USA                    | No Clasificó                                                      | 9,227                  |
| 1968 | 2–26–4 | 4º División del Golfo                     | No Clasificó                                                      | 2,927                  |
| 1969 | 2–2–4  | 3º                                        | No Jugó                                                           | 2,923                  |
| 1970 | 8–12–4 | 3º División Sur                           | No Clasificó                                                      | 2,228                  |
| 1971 | 10–6–8 | 2º División Sur                           | Ganó la NASL vs. Atlanta Chiefs, 2–1                              | 3,326                  |
| 1972 | 6–5–3  | 2º División Sur                           | Semifinal vs. New York Cosmos, 0–1                                | 4,093                  |
| 1973 | 11–4–4 | 1º División Sur                           | Finalista de la NASL vs. Philadelphia Atoms, 0–2                  | 7,474                  |
| 1974 | 9–8–3  | 1º División Central                       | Semifinalista vs. Miami Toros, 1–3                                | 8,469                  |
| 1975 | 9–13   | 4º División Central                       | No Clasificó                                                      | 4,630                  |
| 1976 | 13–11  | 2º División Sur, Conferencia del Pacífico | Perdió el campeonato de la División vs. San Jose Earthquakes, 0–2 | 14,095                 |
| 1977 | 18–8   | 1º División Sur, Conferencia del Pacífico | Perdió el Título de Conferencia vs. Los Angeles Aztecs, 0–2       | 16,511                 |
| 1978 | 14–16  | 3º División Central, Conferencia Norte    | No Clasificó                                                      | 8,981                  |
| 1979 | 17–13  | 2º División Central, Conferencia Nacional | 1/4 de Conferencia vs. Vancouver Whitecaps, 0–2                   | 9,321                  |
| 1980 | 18–14  | 1º División Central, Conferencia National | Semifinales de Conferencia vs. New York Cosmos, 1–2               | 6,752                  |
| 1981 | 5–27   | 4º División Central                       | No Clasificó                                                      | 4,670                  |

### Fútbol Indoor
| Año     | Récord | Temporada Regular      | Playoffs     |
| ------- | ------ | ---------------------- | ------------ |
| 1975    | 2–2    | (Torneo de 16 equipos) | 3º           |
| 1976    | 2–2    | (Torneo de 12 equipos) | 4º           |
| 1979    | 2–0    | Budweiser Invitational | 1º           |
| 1980–81 | 5–27   | 3º División Sur        | No Clasificó |

## Palmarés
- NASL: 1

1971
- - Subcampeón: 1

1973
- Temporada Regular de la NASL: 1

1973
- NASL Indoor: 1

1979
- Títulos de División/Región: 5

1973 - División Sur
1974 - División Central
1975 - Region 1 (indoor)
1977 - División Sur, Conferencia del Pacífico
1980 - División Central, Conferencia National

## Jugadores destacados
| - Kyle Rote (1972–1979) - Njego Pesa (1979–1981) - Roy Turner (1969-1978) - Brian Kettle (1978) - Kevin Kewley (1976–79) - Willi Lippens (1979) - Oreco (1970–71) | - Jim Benedek (1970-1973) - Dick Hall (1970-1976) - Steve Pecher (1976-1980) - Jimmy Ryan (1976–79) - John Stremlau (1975-76) - Klaus Toppmöller (1980–81) - Gert Trinklein (1979–80) - Zequinha (1979–81) |

## Entrenadores
| - Bob Kap 1967 - Keith Spurgeon 1968 | - Ron Newman 1969–1975 - Al Miller 1976–1980 | - Mike Renshaw 1981 - Peter Short 1981 |